# Pokédex 3D
Pokédex 3D è un videogioco per Nintendo 3DS. Disponibile gratuitamente presso il Nintendo eShop dal giugno 2011, l'applicazione è un Pokédex incentrato sui Pokémon di quinta generazione.
Durante il Nintendo Direct del 21 aprile 2011 è stato annunciato un seguito di Pokédex 3D dal titolo Pokédex 3D Pro. Il videogioco è disponibile in Giappone dal 14 luglio 2012 e presenta Pokémon non appartenenti alla regione di Unima.

## Caratteristiche

Tepig in Pokédex 3D

Il gioco si presenta come un Pokédex che contiene le informazioni di 16 Pokémon della regione di Unima: Snivy, Servine, Serperior, Tepig, Pignite, Emboar, Oshawott, Dewott, Samurott, Audino, Scraggy, Minccino, Emolga, Foongus, Axew ed Hydreigon.
È possibile ampliare il Pokédex utilizzando SpotPass o mediante Data Matrix ed osservare i Pokémon in 3D tramite realtà aumentata.
Dei 156 Pokémon della quinta generazione ne sono presenti 153. Assenti sono i Pokémon leggendari Keldeo, Meloetta e Genesect.

## Pokédex 3D Pro
In Pokédex 3D Pro sono presenti 727 differenti voci del Pokédex relative ai Pokémon appartenenti alle cinque generazioni. I Pokémon leggendari Meloetta e Genesect e le mosse Cantoantico e Tecnobotto sono disponibili inserendo i relativi codici.